# Даміен (циклон)
Циклон «Деміен» (англ. Cyclone Damien) — найпотужніший тропічний циклон, який досяг узбережжя Західної Австралії після циклону «Крістін» у 2013 році. Це також був найсильніший циклон у сезоні циклонів в австралійському регіоні 2019–20 рр. П’ятий тропічний мінімум і третій названий шторм сезону циклонів в Австралійському регіоні 2019–20 рр. Демієн виник із мусонної западини над Кімберлі.
Коли 2 лютого 2020 року над частинами Кімберлі почав розвиватися мусонний жолоб, BOM зазначив, що над Північною територією, у межах мусонного жолоба, утворилося тропічне хвилювання всередині країни. 4 лютого він покинув сушу та вийшов над східною частиною Індійського океану, і JTWC назвав хвилювання Invest 92S. Попередження про формування тропічного циклону було видано рано наступного дня JTWC, оскільки конвекція почала стабільно розвиватися поблизу центру. Наступного дня JTWC опублікував свої перші рекомендації щодо системи як тропічного шторму. Через багато годин BOM наслідував цей приклад, підвищивши тропічний шторм до циклону 1 категорії і назвавши його Деміен.

## Метеорологічна історія

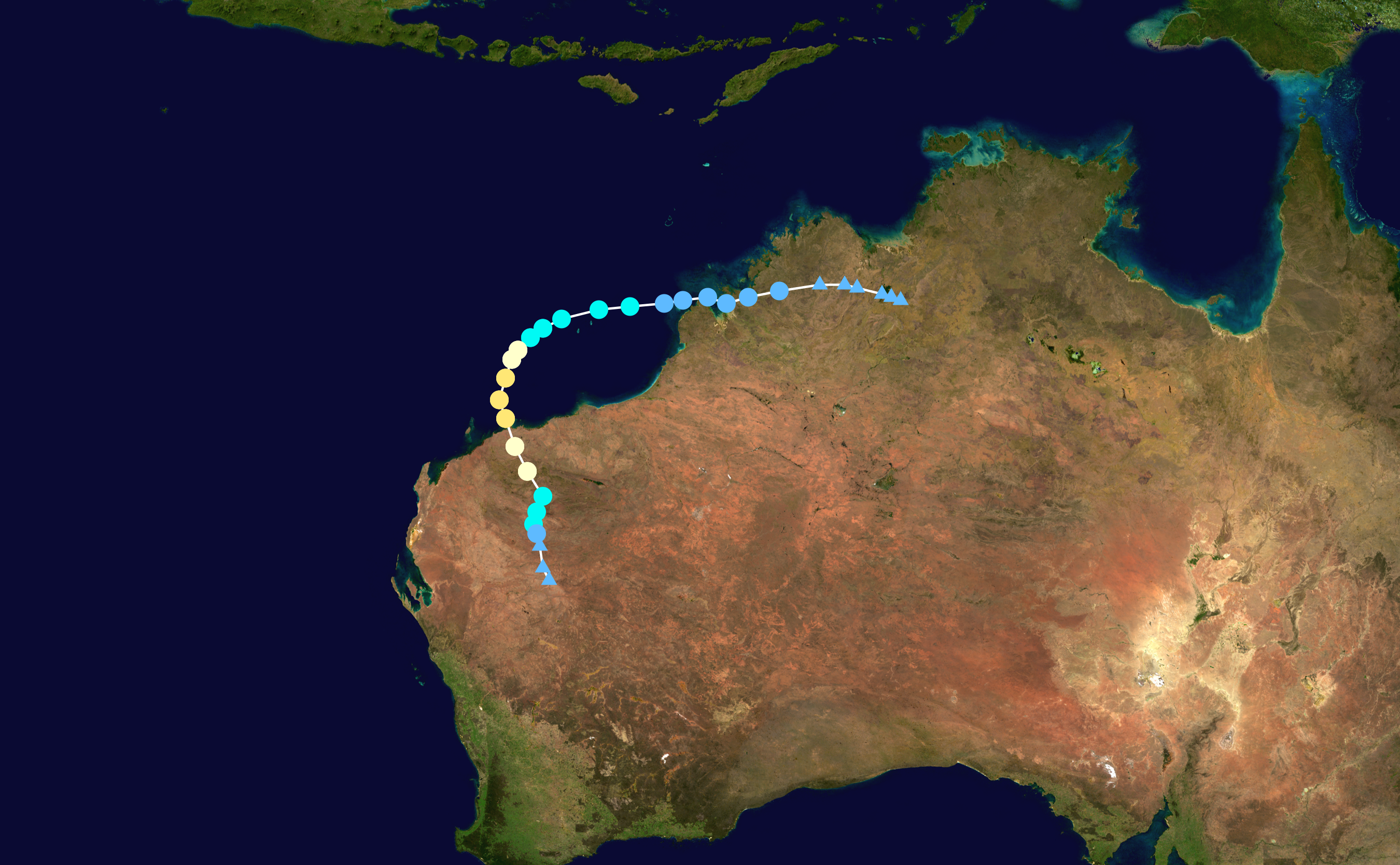
Карта шляху і інтенсивності Циклону Даміен

Коли 2 лютого 2020 року над частинами Кімберлі почав розвиватися мусонний жолоб, BOM зазначила, що над Північною територією, у межах мусонного жолоба, утворилась зона низького тиску. 4 лютого він покинув сушу та вийшов над східною частиною Індійського океану, і JTWC назвав хвилювання Invest 92S. Попередження про формування тропічного циклону було видано рано наступного дня JTWC, оскільки конвекція почала стабільно розвиватися поблизу центру. Наступного дня JTWC опублікував свої перші рекомендації щодо системи як тропічного шторму. Через багато годин BOM наслідував цей приклад, підвищивши тропічний шторм до циклону 1 категорії і назвавши його Даміен. Циклон почав рухатись на південь, згодом посилившись до потужного циклону 2 категорії пізніше Даміен рухався трохи на захід, і він швидко змінював свій шлях трохи на схід, прямуючи на південь, невдовзі він вийшов на сушу в регіоні Пілбара в Західній Австралії, з максимальною швидкістю вітру 100 миль/год Деміен продовжував на південь і швидко розсіявся.

## Підготовка
Готуючись до Деміена, Австралійське бюро метеорології оголосило червоне попередження від Вім-Крік до Марді, що прямує на південь до національного парку Мілстрім Чічестер, і жовте попередження від Порт-Гедленда до Вім-Крік, що тягнеться на південь до Віттенума. Центри евакуації були створені в Карраті та Південному Гедленді. Пошуково-рятувальна група також була розміщена в Порт-Гедленді. Порти Порт-Гедленд, Дампір і Ешбертон були закриті в п'ятницю. Поряд з 20 школами, середніми школами та навчальними центрами в регіоні.  ]Мешканці Пілбари поспішили отримати запаси після того, як у містах і селах було оголошено синю тривогу, залишивши полиці супермаркетів порожніми від прісної води та їжі.

## Наслідки
Деміен приніс шквальний вітер, проливний дощ і екстремальні повені до Західної Австралії. Пориви вітру, що перевищували 125 миль/год (205 км/год), були зареєстровані поблизу місця виходу на сушу. З 8 по 9 лютого 2020 року в Карраті та Роборні випало понад 230 мм (9,1 дюйма) дощу. Близько 9500 людей у Пілбарі втратили електроенергію. Крім обірваних ліній електропередач, сильний вітер вирвав з корінням багато дерев і позбавив дахів багато будівель. Аеропорт Каррата був змушений закритися вранці 10 лютого 2020 року після пошкодження терміналу та зникнення електроенергії. Радар Демпіра Бюро метеорології зазнав значних пошкоджень через Демієна. Повідомляється про значні пошкодження рослинності та певну шкоду майну. Збитки в Карраті перевищили 6 мільйонів доларів.